# الشعبات (يريم)

تعديل مصدري - تعديل

الشعبات محلة تابعة لقرية سنب، التابعة لعزلة بني سباء بمديرية يريم إحدى مديريات محافظة إب في الجمهورية اليمنية.، بلغ تعداد سكانها 99 حسب تعداد اليمن لعام 2004.